# Weston, Massachusetts
Weston är en ort i Middlesex County i delstaten Massachusetts, USA.